# Osso de Cinca
Osso de Cinca település Spanyolországban, Huesca tartományban. Osso de Cinca Ballobar, Chalamera, Belver de Cinca és Zaidín községekkel határos. Lakosainak száma 652 fő (2024).

## Népesség
A település népessége az utóbbi években az alábbiak szerint változott:
| Lakosok száma | 763  | 746  | 749  | 782  | 768  | 771  | 729  | 681  | 671  | 652  |
|               | 2001 | 2004 | 2006 | 2009 | 2011 | 2014 | 2016 | 2019 | 2021 | 2024 |